# バートホルト・カール・ジーマン

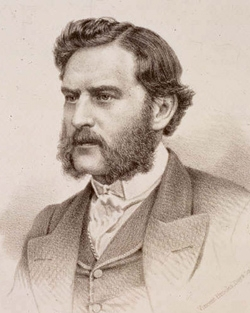
バートホルト・カール・ゼーマン

バートホルト・カール・ジーマン（Berthold Carl Seemann、1825年2月25日 - 1871年10月10日）は、ドイツ生まれの植物学者である。太平洋や南アメリカを調査探検し、多くの植物の収集と記載を行った。

## 生涯
ハノーファーに生まれた。1844年にイギリスに渡り、キューガーデンで、植物学を学んだ。ウィリアム・ジャクソン・フッカーの推薦で1847年から行われた、ヘンリー・ケレットのヘラルド号によるアメリカ西海岸、太平洋岸の探検航海に、トーマス・エドモンドソン、ジョン・グッドリッジとともに博物学者として参加した。帰途の途中で、しばらく南アフリカに留まり、テーブルマウンテンに登頂するなどした後、1851年にイギリスに戻った。航海のまとめは"Voyage of HMS Herald"として出版され、1853年にゲッティンゲン大学から博士号を得た。1859年にフィジー諸島を訪れ、フィジーの植物に関する著書を発表した。1853年から1862年の間に植物学雑誌、"Bonplandia"（1853–1862）と"Journal of Botany, British and Foreign"を創刊、編集した。、
1860年代に南米に渡り、1864年にベネズエラ、1866年からニカラグアの調査旅行を行った。パナマやニカラグアで砂糖農園や金鉱の経営を行った。ニカラグアで没した。

## 著書
- Die Volksnamen der amerikanischen Pflanzen (1851)
- The popular nomenclature of the American flora. Hannover (1851)
- Die in Europa eingeführten Acacien. Hannover (1852)
- Narrative of the voyage of H.M.S. Herald and three cruises to the arctic regions in search of Sir John Franklin. London (1852)
- The botany of the voyage of H.M.S. Herald during the years 1845 to 1851 …. London (1852-1857), Prachtwerk
- Bonplandia (zusammen mit Wilhelm Eduard Gottfried Seemann), 1853–1862.
- Popular history of the Palms. London (1856)
- The British Ferns (1860)
- Viti. London (1862)
- Flora Vitiensis. London (1862 ff.)
- Dottings of the roadside. London (1868)
- The history of the Isthmus of Panama. Panama (1867, 2. Auflage)